# Keruing
Keruing is een houtsoort  afkomstig van Dipterocarpus (familie Dipterocarpaceae). De bomen komen vooral voor in Indonesië en Maleisië. Soms wordt ook de benaming Yang bijgegeven waarmee men duidelijk maakt dat het hout uitsluitend komt van soorten uit Myanmar en Thailand.
Het kernhout is bruin tot roodbruin en het spinthout is wit tot grijsachtig wit.  Door het uitvloeiende hars is bewerking van deze houtsoort moeilijk. Het hout wordt gebruikt voor binnenschrijnwerk waaronder parket, maar ook voor  vrachtwagen- en wagonbodems.